# Grand Prix w Piłce Siatkowej Kobiet 1997
Grand Prix w piłce siatkowej kobiet 1997 - siatkarski turniej rozegrany w dniach 8-31 sierpnia 1997 r. 
W Grand Prix brało udział 8 reprezentacji narodowych. Finał turniej odbył się w Kobe w Japonii.

## Uczestnicy
| Ameryka Północna/Południowa | Azja                           | Europa                |
| --------------------------- | ------------------------------ | --------------------- |
| Kuba Stany Zjednoczone      | Korea Południowa Chiny Japonia | Holandia Rosja Włochy |

## Faza eliminacyjna

### Pierwszy weekend

#### Grupa A
Makau
| Data  | Drużyna 1 | Wynik | Drużyna 2         | 1     | 2     | 3     | 4     | 5    | * |
| ----- | --------- | ----- | ----------------- | ----- | ----- | ----- | ----- | ---- | - |
| 08.08 | Rosja     | 3:0   | Stany Zjednoczone | 15:1  | 15:8  | 15:3  |       |      |   |
| 08.08 | Chiny     | 3:0   | Włochy            | 15:6  | 15:6  | 15:11 |       |      |   |
| 09.08 | Włochy    | 0:3   | Rosja             | 10:15 | 5:15  | 3:15  |       |      |   |
| 09.08 | Chiny     | 3:0   | Stany Zjednoczone | 15:0  | 15:7  | 15:4  |       |      |   |
| 10.08 | Włochy    | 3:2   | Stany Zjednoczone | 14:16 | 15:6  | 15:13 | 12:15 | 15:7 |   |
| 10.08 | Rosja     | 3:1   | Chiny             | 15:10 | 10:15 | 15:9  | 15:13 |      |   |

#### Grupa B
Suwon
| Data  | Drużyna 1        | Wynik | Drużyna 2 | 1     | 2     | 3     | 4     | 5     | * |
| ----- | ---------------- | ----- | --------- | ----- | ----- | ----- | ----- | ----- | - |
| 08.08 | Korea Południowa | 3:2   | Holandia  | 13:15 | 15:4  | 15:13 | 10:15 | 15:10 |   |
| 08.08 | Kuba             | 2:3   | Japonia   | 8:15  | 11:15 | 15:8  | 16:14 | 13:15 |   |
| 09.08 | Korea Południowa | 3:0   | Japonia   | 15:5  | 15:8  | 15:11 |       |       |   |
| 09.08 | Kuba             | 3:2   | Holandia  | 15:13 | 7:15  | 15:11 | 15:17 | 15:11 |   |
| 10.08 | Holandia         | 0:3   | Japonia   | 2:15  | 11:15 | 9:15  |       |       |   |
| 10.08 | Korea Południowa | 3:1   | Kuba      | 15:12 | 13:15 | 15:12 | 15:11 |       |   |

### Drugi weekend

#### Grupa C
Chińskie Tajpej
| Data  | Drużyna 1         | Wynik | Drużyna 2         | 1     | 2     | 3    | 4 | 5 | * |
| ----- | ----------------- | ----- | ----------------- | ----- | ----- | ---- | - | - | - |
| 15.08 | Stany Zjednoczone | 0:3   | Korea Południowa  | 4:15  | 4:15  | 4:15 |   |   |   |
| 15.08 | Rosja             | 3:0   | Holandia          | 15:0  | 16:14 | 15:2 |   |   |   |
| 16.08 | Holandia          | 3:0   | Stany Zjednoczone | 15:2  | 15:12 | 15:5 |   |   |   |
| 16.08 | Rosja             | 3:0   | Korea Południowa  | 15:8  | 15:9  | 15:8 |   |   |   |
| 17.08 | Korea Południowa  | 3:0   | Holandia          | 15:7  | 15:3  | 15:5 |   |   |   |
| 17.08 | Rosja             | 3:0   | Stany Zjednoczone | 17:15 | 15:4  | 15:2 |   |   |   |

#### Grupa D
Hongkong
| Data  | Drużyna 1 | Wynik | Drużyna 2 | 1     | 2     | 3     | 4    | 5     | * |
| ----- | --------- | ----- | --------- | ----- | ----- | ----- | ---- | ----- | - |
| 15.08 | Kuba      | 3:0   | Japonia   | 15:3  | 15:4  | 15:6  |      |       |   |
| 15.08 | Chiny     | 3:2   | Włochy    | 15:11 | 15:10 | 6:15  | 4:15 | 18:16 |   |
| 16.08 | Kuba      | 3:0   | Włochy    | 15:9  | 15:6  | 15:8  |      |       |   |
| 16.08 | Chiny     | 3:0   | Japonia   | 15:7  | 15:5  | 15:11 |      |       |   |
| 17.08 | Włochy    | 3:0   | Japonia   | 15:2  | 15:10 | 15:6  |      |       |   |
| 17.08 | Kuba      | 3:1   | Chiny     | 16:14 | 15:11 | 8:15  | 15:7 |       |   |

### Trzeci weekend

#### Grupa E
Gifu
| Data  | Drużyna 1 | Wynik | Drużyna 2         | 1     | 2     | 3     | 4     | 5     | * |
| ----- | --------- | ----- | ----------------- | ----- | ----- | ----- | ----- | ----- | - |
| 22.08 | Kuba      | 2:3   | Rosja             | 16:14 | 16:14 | 8:15  | 12:15 | 12:15 |   |
| 22.08 | Japonia   | 3:2   | Stany Zjednoczone | 9:15  | 15:7  | 15:10 | 11:15 | 15:12 |   |
| 23.08 | Rosja     | 3:1   | Japonia           | 15:1  | 15:5  | 13:15 | 15:12 |       |   |
| 23.08 | Kuba      | 3:0   | Stany Zjednoczone | 15:4  | 16:14 | 15:4  |       |       |   |
| 24.08 | Rosja     | 3:1   | Stany Zjednoczone | 15:9  | 4:15  | 15:6  | 15:5  |       |   |
| 24.08 | Kuba      | 3:1   | Japonia           | 15:7  | 12:15 | 15:12 | 15:13 |       |   |

#### Grupa F
Chiny
| Data  | Drużyna 1        | Wynik | Drużyna 2        | 1 | 2 | 3 | 4 | 5 | * |
| ----- | ---------------- | ----- | ---------------- | - | - | - | - | - | - |
| 22.08 | Korea Południowa | 3:1   | Włochy           |   |   |   |   |   |   |
| 22.08 | Chiny            | 3:0   | Holandia         |   |   |   |   |   |   |
| 23.08 | Korea Południowa | 3:1   | Holandia         |   |   |   |   |   |   |
| 23.08 | Chiny            | 3:2   | Włochy           |   |   |   |   |   |   |
| 24.08 | Włochy           | 3:2   | Holandia         |   |   |   |   |   |   |
| 24.08 | Chiny            | 3:1   | Korea Południowa |   |   |   |   |   |   |

### Tabela fazy eliminacyjnej
| Lp. | Drużyna           | Pkt | Mecze | Mecze | Mecze | Sety | Sety | Sety  |
| Lp. | Drużyna           | Pkt | M     | W     | P     | wyg. | prz. | ratio |
| --- | ----------------- | --- | ----- | ----- | ----- | ---- | ---- | ----- |
| 1   | Rosja             | 18  | 9     | 9     | 0     | 27   | 5    | 5.400 |
| 2   | Korea Południowa  | 16  | 9     | 7     | 2     | 22   | 9    | 2.444 |
| 3   | Kuba              | 16  | 9     | 7     | 2     | 21   | 9    | 2.333 |
| 4   | Chiny             | 15  | 9     | 6     | 3     | 22   | 12   | 1.833 |
| 5   | Włochy            | 13  | 9     | 4     | 5     | 15   | 21   | 0.714 |
| 6   | Japonia           | 11  | 9     | 2     | 7     | 11   | 24   | 0.458 |
| 7   | Holandia          | 11  | 9     | 2     | 7     | 10   | 23   | 0.435 |
| 8   | Stany Zjednoczone | 9   | 9     | 0     | 9     | 4    | 27   | 0.148 |

Źródło: 
Punktacja: zwycięstwo – 2 pkt; porażka – 1 pkt
     awans do półfinału

## Faza finałowa

### Wyniki
| Data  | Drużyna 1        | Wynik | Drużyna 2        | 1     | 2     | 3    | 4     | 5 | * |
| ----- | ---------------- | ----- | ---------------- | ----- | ----- | ---- | ----- | - | - |
| 29.08 | Kuba             | 3:1   | Korea Południowa | 15:7  | 15:3  | 15:3 |       |   |   |
| 29.08 | Rosja            | 3:0   | Japonia          | 15:1  | 15:7  |      |       |   |   |
| 30.08 | Rosja            | 3:0   | Korea Południowa | 15:9  | 17:15 |      |       |   |   |
| 30.08 | Kuba             | 3:0   | Japonia          | 15:8  | 15:9  |      |       |   |   |
| 31.08 | Rosja            | 3:2   | Kuba             | 10:15 | 4:15  | 15:9 | 15:13 |   |   |
| 31.08 | Korea Południowa | 3:1   | Japonia          | 15:7  | 15:2  | 15:5 |       |   |   |

### Tabela turnieju finałowego
| Lp. | Drużyna          | Pkt | Mecze | Mecze | Mecze | Sety | Sety | Sety  | Małe punkty | Małe punkty | Małe punkty |
| Lp. | Drużyna          | Pkt | M     | W     | P     | wyg. | prz. | ratio | zdob.       | str.        | ratio       |
| --- | ---------------- | --- | ----- | ----- | ----- | ---- | ---- | ----- | ----------- | ----------- | ----------- |
| 1   | Rosja            | 6   | 3     | 3     | 0     | 9    | 2    | 4.500 | 152         | 110         | 1.382       |
| 2   | Kuba             | 5   | 3     | 2     | 1     | 8    | 4    | 2.000 | 166         | 118         | 1.407       |
| 3   | Korea Południowa | 4   | 3     | 1     | 2     | 4    | 7    | 0.571 | 113         | 137         | 0.825       |
| 4   | Japonia          | 3   | 3     | 0     | 3     | 1    | 9    | 0.111 | 80          | 146         | 0.548       |

Źródło: 
Punktacja: zwycięstwo – 2 pkt; porażka – 1 pkt

## Klasyfikacja końcowa
| Miejsce | Reprezentacja     |
| ------- | ----------------- |
| złoto   | Rosja             |
| srebro  | Kuba              |
| brąz    | Japonia           |
| 4.      | Japonia           |
| 5.      | Chiny             |
| 6.      | Włochy            |
| 7.      | Holandia          |
| 8.      | Stany Zjednoczone |